# تشارلي شو (لاعب كرة قدم)
تشارلي شو (بالإنجليزية: Charlie Shaw)‏ (18 نوفمبر 1862 في المملكة المتحدة - 1 فبراير 1931) هو لاعب كرة قدم بريطاني (وحمل سابقاً جنسية المملكة المتحدة لبريطانيا العظمى وأيرلندا) في مركز الهجوم. لعب مع وست بروميتش ألبيون.